# Sir Lucious Left Foot: The Son of Chico Dusty
Albums de Big Boi
Vicious Lies and Dangerous Rumors
(2012)
Singles
1. Shutterbugg
Sortie : 26 avril 2010
2. Follow Us
Sortie : 20 juillet 2010

Sir Lucious Left Foot: The Son of Chico Dusty est le premier album studio de Big Boi, sorti le 6 juillet 2010.
L'album s'est classé 2e au Top Digital Albums et 3e au Top R&B/Hip-Hop Albums, au Top Rap Albums et au Billboard 200.
Toutes les pistes sont coproduites par Big Boi.

## Liste des titres
| No  | Titre | Auteur                                                                                 | Contient un (des) sample(s) de                                                                            | Durée |
| --- | --- | -------------------------------------------------------------------------------------- | --- | ----- |
| 1.  | Feel Me (Intro) (Produit par Malay)                                                                        |                                                                                        | | 1:28  |
| 2.  | Daddy Fat Sax (Produit par Mr. DJ)                                                                         | Antwan Patton, David Sheats                                                            | Xplosion d'OutKast featuring B-Real                                                                       | 2:36  |
| 3.  | Turns Me On (featuring Sleepy Brown et Joi – Produit par Organized Noize)                                  | Patton, Rico Wade, Raymon Murray, Joi Gilliam, Dave Robbins, Wallace Khatib            | | 3:29  |
| 4.  | Follow Us (featuring Vonnegutt – Produit par Salaam Remi)                                                  | Patton, Salaam Remi, Neil Garrard                                                      | | 3:35  |
| 5.  | Shutterbugg (featuring Cutty – Produit par Scott Storch)                                                   | Patton, Scott Storch, Ricardo Lewis, Christopher Carmouche                             | You Are in My System de The System Back to Life de Soul II Soul                                           | 3:35  |
| 6.  | General Patton (featuring Big Rube – Produit par Jbeatzz et Big Boi)                                       | Patton, Joshua Adams, Ruben Bailey                                                     | Act 2, Scene 2: 'Vieni, O Guerriero Vindice' de Georg Solti featuring Rome Opera House Orchestra & Chorus | 3:12  |
| 7.  | Tangerine (featuring T.I. et Khujo Goodie – Produit par Terrence « Knightheet » Culbreath)                 | Patton, Willie Knighton, Terrence Culbreath, Clifford Harris                           | | 4:14  |
| 8.  | You Ain't No DJ (featuring Yelawolf – Produit par André 3000)                                              | Patton, André Benjamin, Michael Atha                                                   | | 5:31  |
| 9.  | Hustle Blood (featuring Jamie Foxx – Produit par Lil Jon)                                                  | Patton, Jonathan Smith, Sean Garrett, Carmouche, Craig Love                            | | 4:00  |
| 10. | Be Still (featuring Janelle Monáe – Produit par Royal Flush)                                               | Patton, Ricky Walker, Jeron Ward, William White, Janelle Robinson, Nathaniel Irvin III | | 5:10  |
| 11. | Fo Yo Sorrows (featuring George Clinton, Too $hort et Sam Chris – Produit par Organized Noize)             | Patton, Wade, Murray, Samuel Christian, George Clinton, Jr.                            | | 3:42  |
| 12. | Night Night (featuring B.o.B et Joi – Produit par DJ Speedy)                                               | Patton, Harvey Miller, Gilliam, Bobby Simmons, Clarence Montgomery                     | | 3:45  |
| 13. | Shine Blockas (featuring Gucci Mane – Produit par DJ Cutmaster Swiff)                                      | Patton, Radric Davis                                                                   | I Miss You d'Harold Melvin & the Blue Notes                                                               | 3:45  |
| 14. | The Train, Pt. 2 (Sir Lucious Left Foot Saves the Day) (featuring Sam Chris – Produit par Organized Noize) | Patton, Wade, Murray, Christian, Melanie Smith, David Brown                            | | 5:20  |
| 15. | Back Up Plan (Produit par Organized Noize)                                                                 | Patton, Wade, Murray, Mike Patterson                                                   | | 3:43  |

| 16. | Theme Song (Produit par Organized Noize)                                                         | Patton, Wade, Murray, Marqueze Ethridge, Dre Allen | 3:48 |
| 17. | Shine Blockas (Remix) (featuring Gucci Mane, Bun B et Project Pat – Produit par Organized Noize) |                                                    |      |